# Bugula pacifica
Bugula pacifica is een mosdiertjessoort uit de familie van de Bugulidae. De wetenschappelijke naam van de soort is voor het eerst geldig gepubliceerd in 1905 door Robertson.